# Добрият германец
„Добрият германец“ (на английски: The Good German) е американска филмова адаптация от 2006 г. на едноименния роман, написан от Джоузеф Канън през 2001 г. Режисьор е Стивън Содърбърг, във филма участват Джордж Клуни, Кейт Бланшет и Тоби Магуайър.